# Garcinia cambogia
A garcinia cambogia (sinónimo garcinia gummigutta), comummente conhecida como tamarindeiro-do-malabar ou guteira, é uma planta originária das florestas do Camboja, da Índia, do Sul do continente africano e da Polinésia. Ao seu fruto, o tamarindo-do-malabar, são reputadas inúmeras qualidades culinárias, cosméticas e medicinais.

## Etimologia
Do que toca ao nome científico:
- O nome genérico, Garcinia, é uma homenagem ao botânico francês do séc. XVIII, Laurent Garcin, cujo apelido consiste numa corruptela medieval da palavra francesa «garçon» (rapaz).[7]
- O epíteto específico, cambogia, provém do étimo latino tardio gambogia e é alusivo ao território do Camboja.[8]
- O epíteto específico alternativo, gummi-gutta,[9] é alusivo à goma-guta,[10] ou simplesmente, guta,[11] que é a goma-resina segregada por esta planta.

Do que toca aos nomes comuns, o substantivo «guteira» é alusivo à guta, uma goma-resina, com propriedades medicinais e também usada para fazer pigmento amarelo. O substantivo guta, por sua vez, entrou no português por via do malaio getah, que significa «resina».

### Sinonímia taxonómica
- Cambogia gummi-gutta L.

- Cambogia solitaria Stokes

- Garcinia affinis Wight & Arn.

- Garcinia cambogia Desr.

- Garcinia conicarpa Wight

- Garcinia darwiniana Kesh.Murthy, Yogan. & K.Vasudev

- Garcinia papilla Wight

- Garcinia sulcata Stokes

- Mangostana cambogia Gaertn.

## Descrição
O tamarindeiro-do-malabar é uma árvore de folha persistente, que pode medir entre os 5 e os 20 metros de altura, contando com uma copa arredondada.
O tronco pode orçar até 70 centímetros de diâmetro.
Destaca-se pelos seus frutos comestíveis, os tamarindos-do-malabar, e pela sua goma-resina, às quais são reputadas propriedades medicinais, entre outras valências. O tamarindeiro-do-malabar é amiúde cultivado fora do seu habitat natural, para servir de espécie decorativa, em territórios como a China, a Malásia e as Filipinas.
Os tamarindos-do-malabar é verde e de formato ovóide, assumindo uma coloração amarelada ou avermelhada, quando amadurece. Mede cerca de 5 centímetros de diâmetro.

## Ecologia
O tamarindeiro-do-malabar medra no sotobosque de florestas de árvores perenes, podendo tanto surgir em zonas de colina, como de planície, privilegiando especialmente os terrenos nas imediações de cursos de água. Pode surgir em terrenos entre os 50 e os 1.800 metros de altitude.

## História
Durante séculos, na Europa, julgava-se que este tamarindo seria uma «tâmara da Índia», proveniente de uma palmeira. Terá sido o botânico português, Garcia da Horta, a desfazer esse erro, ao descrever o tamarindeiro-do-malabar, comparando a árvore a um freixo ou nogueira:
| “ | E nós usamos deles nos comeres, em lugar de vinagre; porque é mais agradável azedo, quando é maduro. A gente da terra conserva-o com sal e fazem deste tamarindo uma muito graciosa conserva com açúcar e é feita dele fresco e sem sal. | ” |

## Usos

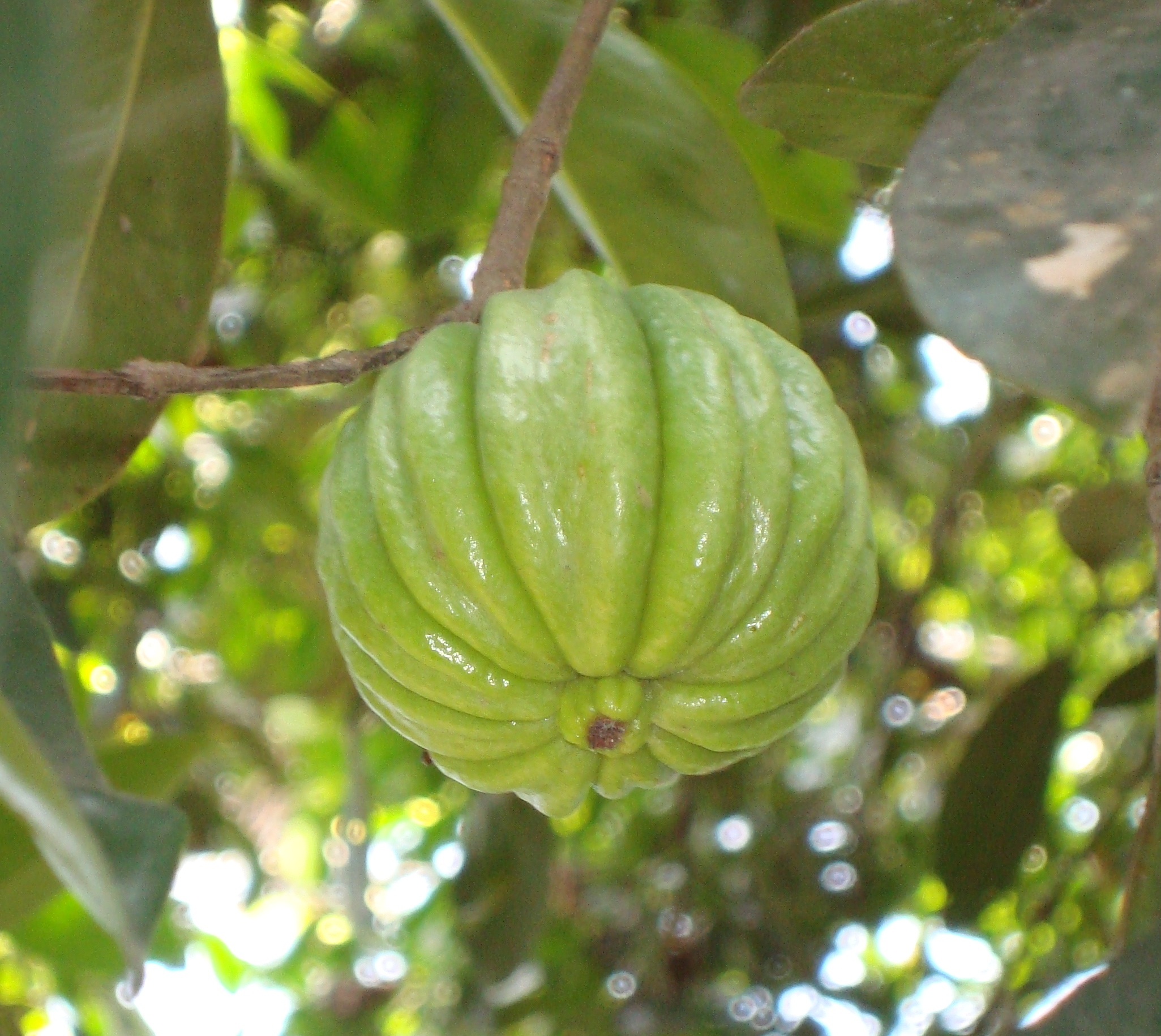
Tamarindo-do-malabar

### Culinária
Os frutos desta planta, os tamarindos-do-malabar, tanto podem ser consumidos crus ou cozinhados, gozando de grande uso na culinária asiática e latino-americana. O sabor ácido e frutuoso deste tamarindo confere a muitos pratos do sul da Índia o seu travo acre e a sua coloração mais escura. Pode ser usado na confecção de caris.
A casca do fruto maduro é amiúde usada para a confecção de condimentos, que servem para acentuar sabores e para ajudar a na conservação dos pratos confeccionados.
Com as sementes, depois de secas, é possível fazer uma manteiga de alto valor proteico. O sumo e o xarope do tamarindo-do-malabar  é usado na preparação de refrescos.
Em Macau, o tamarindo-do-malabar é usado na confecção de uma pasta, o sun-tchi, de sabor acidulado, sendo utilizado como especiaria, para aromatizar e engrossar molhos de carne.

### Medicinal
Em 1991, começou-se a usar comercialmente, o hidróxido de ácido cítrico, extraído do tamarindo-do-malabar, como auxiliar na redução do peso e combate à obesidade.
Historicamente, usaram-se partes do tamarindeiro-do-malabar para fazer mezinhas, para tratar do reumatismo e problemas de digestão.

### Agroflorestal
A grande e arredondada copa do tamarindo-do-malabar oferece boa sombra, o que a torna numa boa espécie, para plantar em associação com outras espécies, que careçam de espaços úmbrios para poderem medrar.
O tamarindo-do-malabar é cultivado juntamente com coqueiros e arecas.

### Outras utilidades
Com a goma-resina segregada pelo tamarindeiro-do-malabar faz-se a goma-guta ou simplesmente guta, a qual serve para fazer pigmento amarelo, tintas, vernizes e lacas.
É com este pigmento que se tingem têxteis no Oriente, incluindo as túnicas de monges budistas.
O extracto do sumo do tamarindo-do-malabar é usado na industria cosmética,  como ingrediente na preparação de condicionadores dermatológicos.
Com extractos retirados da casca do tamarindo-do-malabar também se retiram ingredientes usados na industria cosmética, designadamente para a confecção de preparados adstringentes e lacas.
A madeira do tamarindeiro-do-malabar é usada para fazer móveis.